# Ismarus moravicus
Ismarus moravicus is een vliesvleugelig insect uit de familie van de Diapriidae. De wetenschappelijke naam van de soort is voor het eerst geldig gepubliceerd in 1925 door Oglobin.